# Tomáš Baťa
Tomáš Baťa (Zlín, Moravia; 3 de abril de 1876-Otrokovice, Checoslovaquia; 12 de julio de 1932) fue un empresario checo, fundador de Bata, una de las más grandes multinacionales minoristas, fabricantes y distribuidores de calzado y accesorios del mundo.

## Carrera
Tomáš Baťa estableció la organización en Zlín el 24 de agosto de 1894 con 800 gulden austríacos, unos $ 320, heredados de su madre. Su hermano Antonín Baťa y su hermana Anna fueron socios en la puesta en marcha de T. & A. Bata Shoe Company. Aunque la organización fue recientemente establecida, la familia tenía una larga historia en la industria del calzado, que abarcaba ocho generaciones y más de trescientos años. Este patrimonio ayudó a impulsar la popularidad de su nueva empresa muy rápidamente. En 1904, Baťa trabajó en una línea de montaje en los Estados Unidos y trajo su conocimiento con el método de nuevo a Zlín. Con la producción moderna y la venta al por menor de larga distancia, Baťa modernizó la industria zapatera y la compañía avanzó en producción y ganancias desde sus incipientes años.
Eventualmente, Tomas Baťa obtuvo el control exclusivo sobre la compañía en 1908, después de que su hermano Antonín murió de tuberculosis. Después de la muerte de Antonin, Tomas introdujo en la empresa a dos de sus hermanos menores, Jan y Bohuš en el negocio. La Primera Guerra Mundial creó una creciente demanda de zapatos militares, y la empresa rápidamente se convirtió en una de las principales marcas de calzado contemporáneo. Durante el período de entreguerras, Tomás Baťa volvió a visitar el Nuevo Mundo para observar la River Rouge Plant en Dearborn, Michigan. A su regreso, la empresa comenzó a mirar hacia las operaciones de descentralización. Baťa también exhibió su perspicacia empresarial, con sus iniciativas hacia la producción de zapatos de bajo costo para el público en general, cuyo poder adquisitivo se había reducido significativamente después de la guerra.  se crearon fábricas y empresas en otros países, entre ellos Polonia, Reino de Yugoslavia, India, Francia, Dinamarca, el Reino Unido y los Estados Unidos. Estas fábricas se hicieron autosuficientes y autónomas en sus estrategias de diseño, producción y distribución, con el fin de concentrarlas en la atención a la población local. A principios de la década de 1930, bajo el liderazgo de Tomas Bata, la empresa Baťa y Checoslovaquia eran los principales exportadores de calzado del mundo.

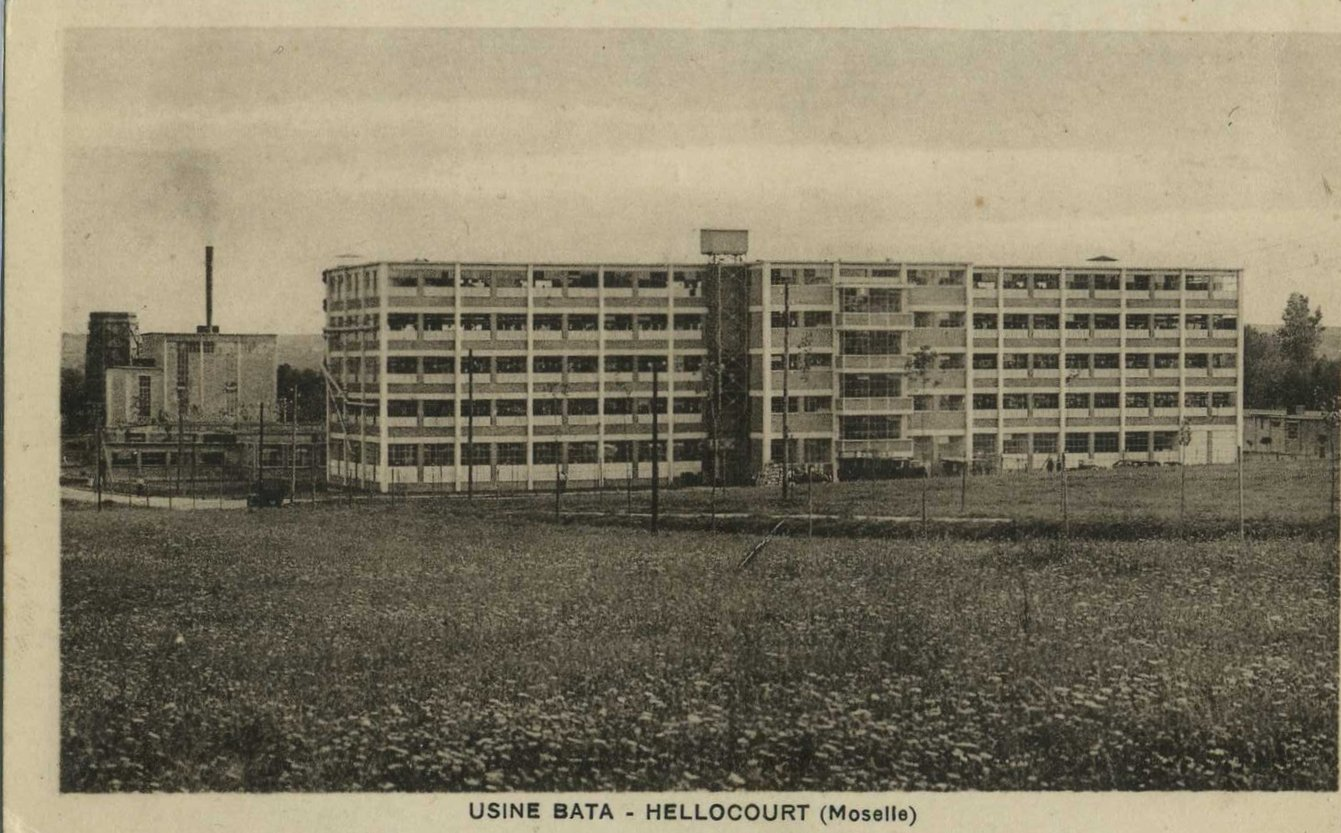
Bata factory at Bataville, France, appr. 1940.
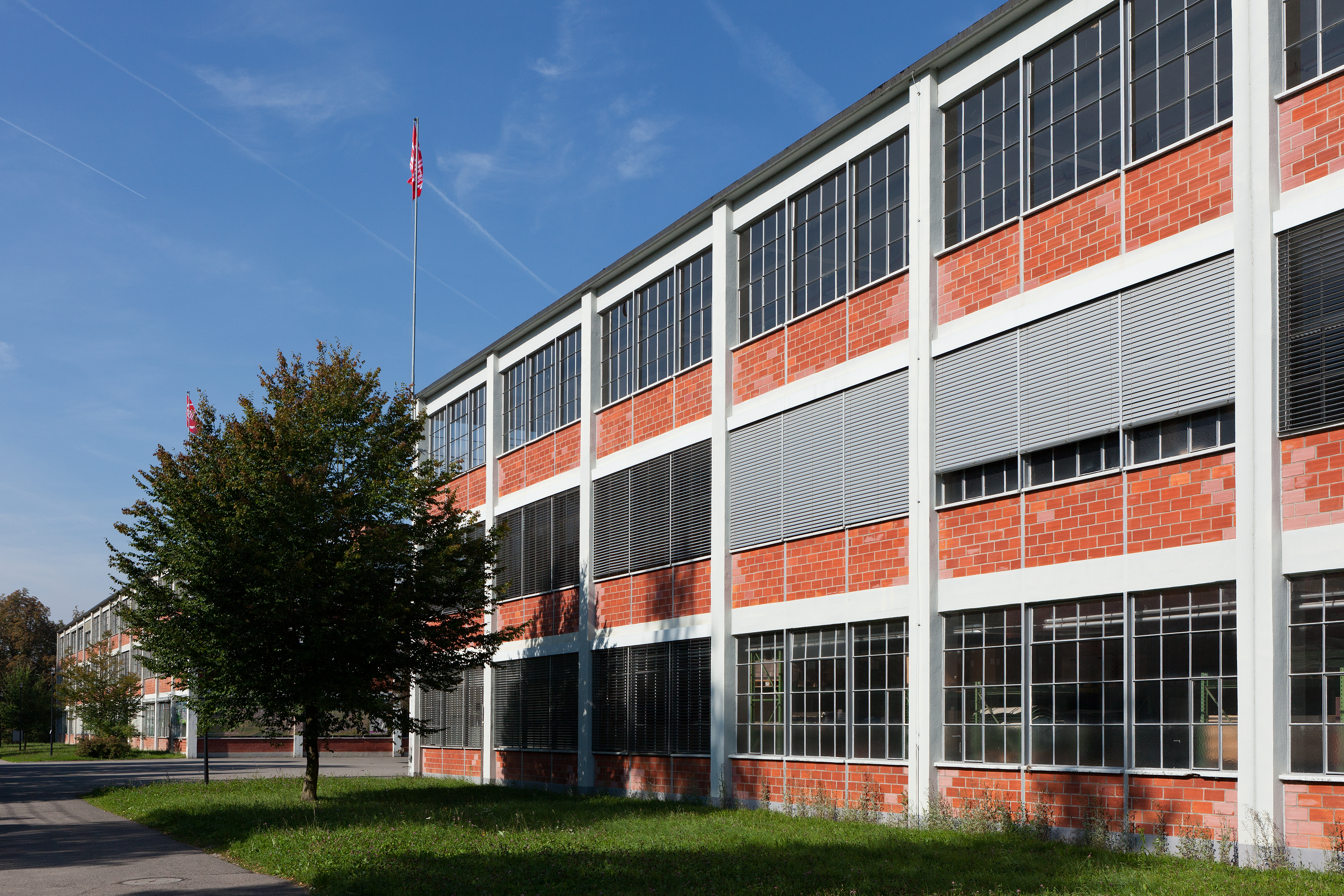
Bata factory at Bata-Park, Möhlin, Switzerland
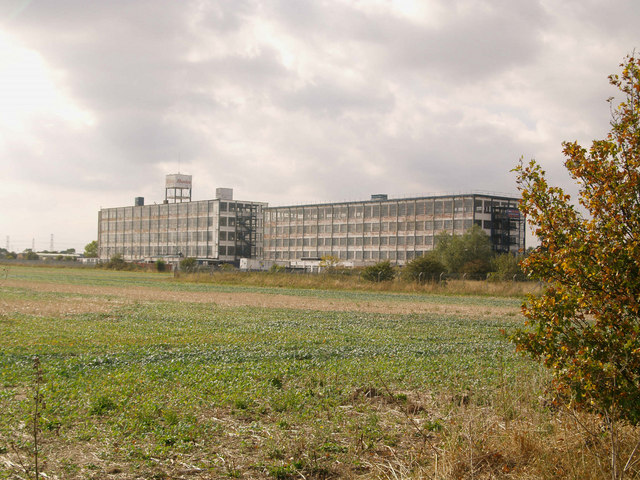
Bata factory at Bata Estate, Tilbury, the United Kingdom.
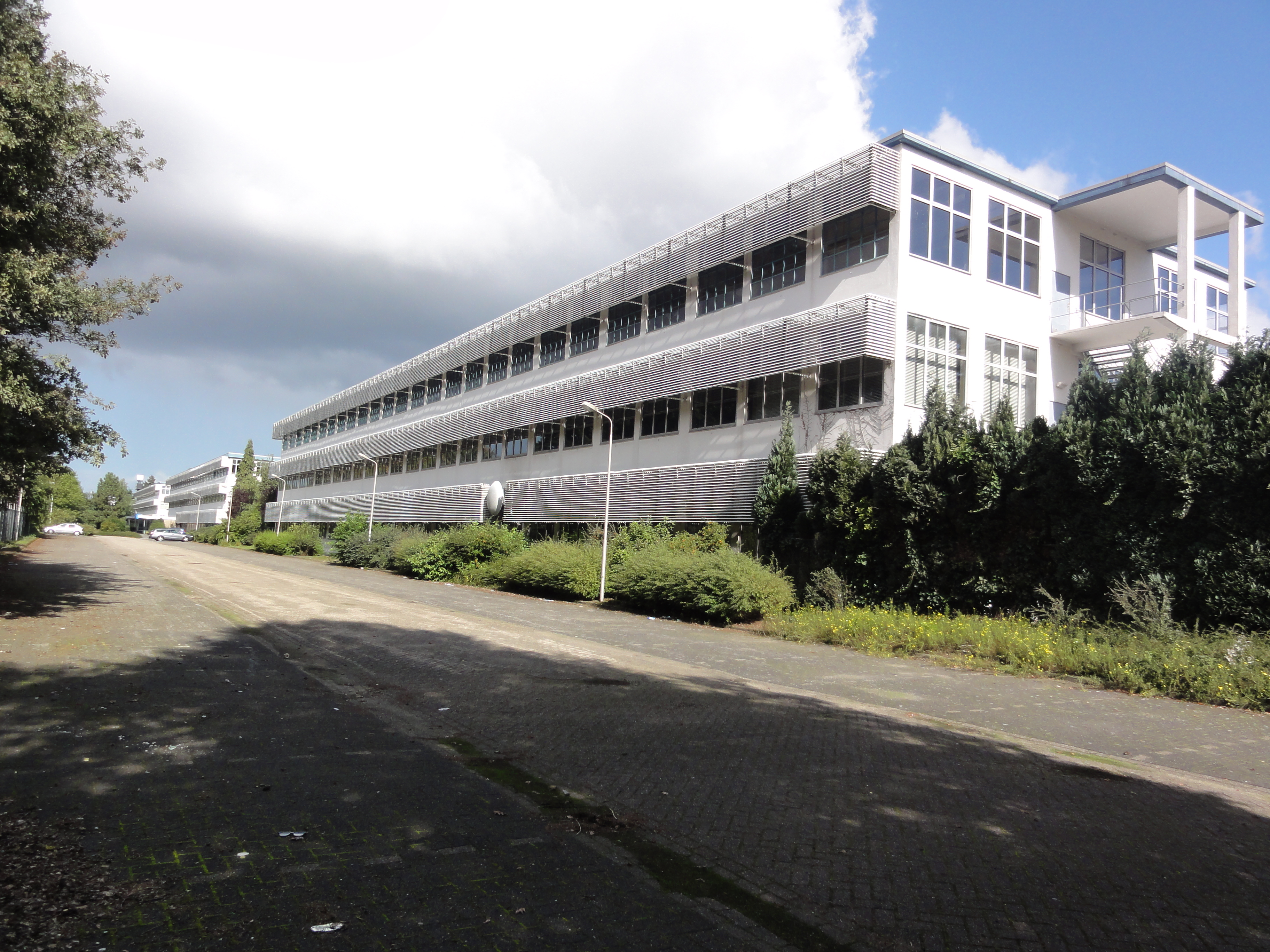
The three Bata factories in line at Batadorp, Best, the Netherlands.
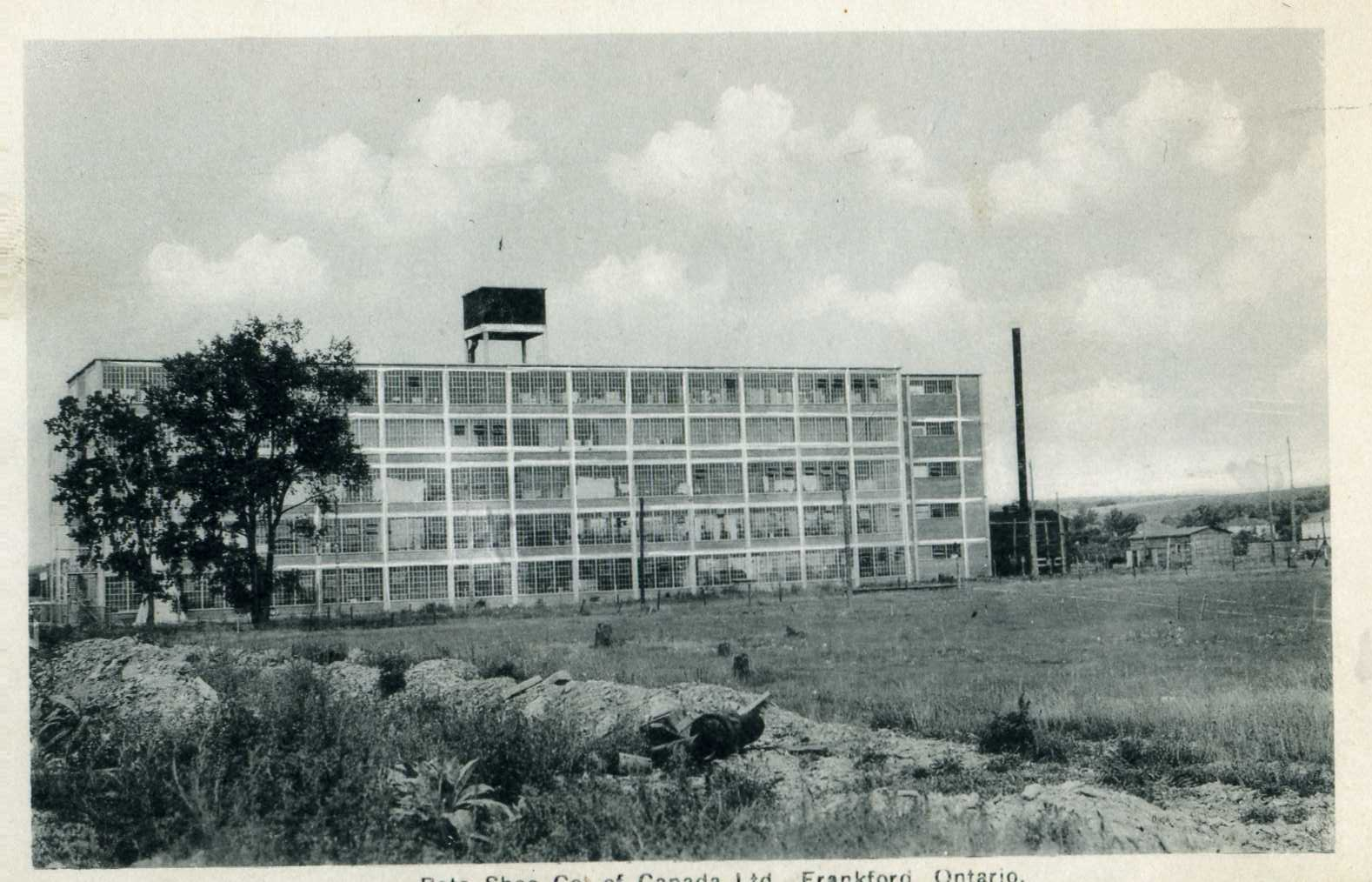
Bata factory at Batawa, Canadá.

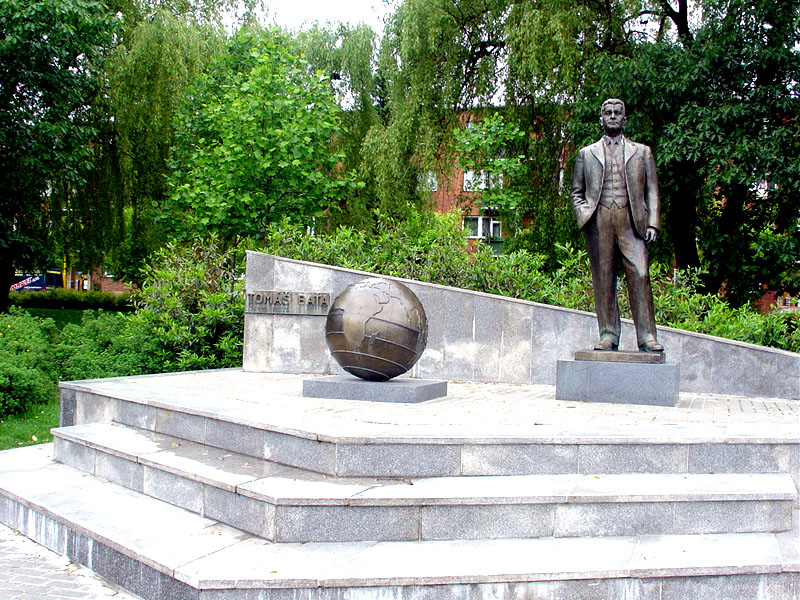
Baťa statue in Otrokovice, Czech Republic

Baťa was regarded as an advocate of Taylorism, functionalism and a proponent of many aspects of the Garden city movement. Tomas Bata es acreditado con los esfuerzos para modernizar su ciudad natal que proporciona a la gente el empleo, y las instalaciones de la cubierta, haciéndole un ciudadano muy popular en la ciudad. También se convirtió en alcalde de Zlín. Tomas Baťa también es ampliamente considerado como un hombre de negocios con un agudo sentido de la conciencia social. Es citado por muchos como uno de los primeros pioneros en programas de bienestar y promoción social. 
Tomáš Baťa stated:
Tenga en cuenta que las posibilidades de multiplicar la riqueza son ilimitadas. Todas las personas pueden hacerse ricas. Hay un error en nuestro entendimiento - que todas las personas no pueden llegar a ser igualmente rico. La riqueza no puede existir donde la gente está ocupada con el engaño mutuo, no tienen tiempo para crear valores y riqueza. Es notable que podamos encontrar el mayor número de comerciantes ricos y una población con un alto nivel de vida en países con un alto nivel de moralidad empresarial. Por otro lado, podemos encontrar pobres comerciantes y empresarios y una población empobrecida en países con un bajo nivel de moralidad empresarial. Esto es natural porque estas personas se concentran en engañar a otros en lugar de tratar de crear valor.
Le estamos concediendo la participación de beneficios no porque sentimos la necesidad de dar dinero a la gente sólo por la bondad del corazón. No, estamos apuntando a otros objetivos por este paso. Con esta medida queremos llegar a una nueva disminución de los costes de producción. Queremos llegar a la situación de que los zapatos son más baratos y los trabajadores ganan aún más. Creemos que nuestros productos siguen siendo demasiado caros y el salario de los trabajadores demasiado bajo.

## Historia posterior de la compañia
Tomáš Baťa murió en un accidente de avión (Junkers J13 D1608) en 1932 cerca del aeropuerto de Zlín, tratando de volar a Möhlin en Suiza en un viaje de negocios en malas condiciones climáticas (densa niebla local). Después de su fallecimiento, su medio hermano Jan Antonín Baťa se hizo cargo de la propiedad de las compañías Bata y eventualmente huyó a los Estados Unidos debido a la ocupación nazi en 1939, y más tarde se estableció en Brasil.
El hijo de Tomas, Thomas J. Bata anticipando la Segunda Guerra Mundial junto con más de 100 familias de Checoslovaquia se trasladó a Canadá en 1939 para desarrollar la Bata Shoe Company de Canadá centrada en una ciudad que aún lleva su nombre, Batawa, Ontario.
La Segunda Guerra Mundial vio muchas empresas Bata en Europa y el Lejano Oriente destruido. Después de la Segunda Guerra Mundial, la principal empresa comercial de Checoslovaquia y otras grandes empresas de Europa central y oriental fueron nacionalizadas por los gobiernos comunistas. Thomas se dedicó a la reconstrucción y el crecimiento de la Organización de zapatos Bata junto con su esposa y socio Sonja. Con éxito encabezó la expansión ética e innovadora en nuevos mercados a través de Asia, Oriente Medio, África y América Latina. Bajo su liderazgo, la Bata Shoe Organization experimentó un crecimiento sin precedentes y se convirtió en el mayor fabricante y distribuidor de calzado del mundo, vendiendo más de 300 millones de pares de zapatos al año y empleando a más de 80.000 personas.

## El liderazgo de Baťa en calidad e innovación
En un estudio académico de Tomáš Baťa como líder e innovador de negocios, el Dr. Myron Tribus declara:

Cuando empecé a escribir este artículo, pretendía demostrar que lo que Baťa hizo es una excelente ilustración de lo que ahora se llama "gestión de calidad". El expediente muestra que Tomáš Baťa efectivamente precedió a las prácticas modernas de "gestión de la calidad" en al menos medio siglo. Si nos fijamos sólo en ese lado del hombre, debemos concluir que él fue el primero en utilizar la calidad como una forma de reducir los costos al mismo tiempo que creó el placer del cliente.

Sin embargo, a medida que profundizaba en los métodos de gestión de Baťa, quedó claro que mirar su trabajo a través de esa lente da un enfoque demasiado estrecho. Es posible, por supuesto, analizar el trabajo de Baťa como un ejemplo de lo que W. Edwards Deming ha llamado su "Sistema de Conocimiento Profundo". Sin embargo, el nivel de abstracción en que el Dr. Deming describe este sistema, lo hace capaz de abarcar muchas actividades diferentes y, aunque proporciona una gran generalidad, no proporciona un enfoque en lo que era único acerca de Baťa. He escogido un enfoque menos abstracto, concentrándome en las contribuciones Baťa que consideré de mayor valor en la gestión contemporánea. Mi objetivo es encontrar las lecciones más importantes que el sistema Baťa de gestión puede enseñar a los empresarios de hoy.